# Bomolocha vega
Bomolocha vega là một loài bướm đêm trong họ Noctuidae.